# Condylonucula bicornis
Condylonucula bicornis is een tweekleppigensoort uit de familie van de Nuculidae. De wetenschappelijke naam van de soort is voor het eerst geldig gepubliceerd in 1996 door Gofas & Salas.